# Progresiv TM
Progresiv TM a fost o formație românească de muzică rock (progresiv, fusion, hard), originară din Timișoara. Înființată în 1972, formația a avut o activitate concertistică de aproape două decenii. În anii 1970 realizează două albume – Dreptul de a visa și Puterea muzicii – devenite între timp clasice ale genului și considerate în prezent albume de referință ale rock-ului din România.

## Istoria formației
Formația, înființată în octombrie 1972, s-a numit mai întâi Clasic XX, adoptând numele de Progresiv TM (fiind inspirați de trupa Locomotiv GT) în aprilie 1973. Debutează în Sala Olimpia din Timișoara, având mare succes la public.
Formula de start îi cuprinde pe Harry Coradini (pe numele real Harald Kolbl, născut la 20 februarie 1944, la Timișoara) – solist vocal, Ladislau (Loți) Herdina – chitară solo, chitară acustică, voce, Zoltán (Zoli) Kovács – chitară bas, Helmuth (Hely) Moszbrucker – baterie, și Ștefan Péntek – claviaturi. În luna noiembrie a aceluiași an, înregistrează la Radio un prim set de piese: „Amintiri”, „Anotimpuri”, „Va cădea o stea”, „Baladă”, „Crede-mă”. Primele două sunt editate pe un disc single, apărut pe piață în anul următor.
În 1974, formația activează la Teatrul Maghiar din Timișoara, unde pune în scenă spectacolul pop „Acest pămînt”, cu care efectuează un turneu prin țară. În aprilie, înregistrează un nou set de piese: „Veniți cu noi”, „O dată doar vei răsări”, „Rușinea soarelui”, „Inimă de piatră”, „Acest pământ”. În luna februarie, Ștefan Péntek pleacă în armată, fiind înlocuit la clape de Josef Moll. De asemenea, sunt cooptați în formație Mihai (Miși) Farcaș (baterie) și Gheorghe Torz (flaut).
În vara lui 1975, Zoltán Kovács este înlocuit cu Ilie Stepan (chitară bas, chitară acustică, născut la 24 noiembrie 1953, la Caransebeș). Acesta a venit de la Pro Musica, trupă ce și-a întrerupt activitatea cu puțin timp înainte.
Progresiv TM, în componența Harry Coradini, Loți Herdina, Ilie Stepan, Hely Moszbrucker, Miși Farcaș și Gheorghe Torz, reușește, în septembrie 1975, producerea unui prim LP – Dreptul de a visa. Compozițiile muzicale aparțin lui Herdina (cu excepția piesei „Clepsidra” – compusă de Stepan), în vreme ce versurile tuturor cântecelor sunt semnate de Ștefan Kovács. Discul apare pe piață sub egida casei de discuri Electrecord, la începutul anului 1976. În prealabil, grupul apare cu două melodii, „Acest pămînt” și „Crede-mă”, pe Formații de muzică pop 1 (1975) – primul volum din seria Formații rock, editată de aceeași casă de discuri.
În septembrie 1976, trupa se destramă. Coradini și Herdina alcătuiesc, împreună cu Liviu Tudan (chitară bas, pian, voce, pe numele real Dumitru Liviu Tunsoiu, născut la 29 noiembrie 1947, la București), Florin Ochescu (chitară solo, ex-Curtea Veche nr. 43, născut la 9 februarie 1952, tot la București) și Dumitru Bădilă (baterie) – toți trei de la formația bucureșteană Roșu și Negru, supergrupul Unit Progresiv TM–Roșu și Negru. Ulterior, Dumitru Bădilă este înlocuit de Ion Cristian „Călare” (baterie, voce, ex-Solaris, Sincron, Sfinx). Este realizat discul Puterea muzicii, apărut la începutul anului 1979. Albumul este considerat unul dintre cele mai timpurii materiale care vor fi clasificate drept precursoare ale genului metal progresiv. Conceptul acestui album a fost pornit în perioada 1976–1977, fiind inspirat din poemul „Zburătorul” de Ion Heliade-Rădulescu. Din păcate, materialul ce apare pe discul LP diferă față de conceptul original din cauza cenzurii vremii. Astfel, textele au fost refăcute de două ori de poeta Daniela Crăsnaru, doar muzica rămânând aceeași. În prezent, s-a păstrat o înregistrare-document dintr-un concert datat 1978, în care sunt cântate piesele în varianta cu texte originale.
După editarea albumului Puterea muzicii, supergrupul se destramă, Coradini părăsește țara, iar Herdina se întoarce la Timișoara, unde mai târziu reînființează trupa cu membri tineri, aflați la început de drum, și totodată se face o schimbare de stil: de la rock progresiv la hard rock.
Începând din anul 1979, în formație activează: Ladislau Herdina – chitară solo, chitară acustică, voce, membru fondator și conducătorul grupului, Ghighi N. Iovin (pe numele real Dorin Nicolae Ghiocel Iovin, născut la Arad, ex-Carusel, din 1979 până în 1987 la Progresiv TM) – solist vocal și chitară, Ionel „Nae” Tarnoczi – chitară bas (inițial) și apoi (din 1981) solist vocal, Ștefan Péntek – claviaturi, Gigi Nanu – baterie. Prin trupă s-au mai perindat Mircea Marcovici – chitară bas și voce, Peter Kocsef – baterie (ulterior la Cargo), Richard Schöring – chitară bas (ulterior la Pro Musica și Cargo) și Nicolae (Nick) Krakovszki – chitară (ex-Pro Musica). În 1982, în cadrul Festivalului Rock de la Costinești, Progresiv TM câștigă premiile pentru cea mai bună formație pop, pentru ambii chitariști solo, baterist și basist. Ceva mai târziu, cu ocazia unui concert la Sala Polivalentă din București (în deschidere la Sfinx), solistul vocal Nae Tarnoczi este declarat de Octavian Ursulescu câștigător al premiului de popularitate. În 1983 formula este alcătuită din Ladislau Herdina (chitară), Nae Tarnoczi (vocal), Mircea Jebelean (baterie), Octavian (Tavi) Iepan (chitară, ulterior fondator Cargo), Otto Schröder (bas) și Ghery Schibinger (claviaturi). În același an, Nae Tarnoczi părăsește grupul, ulterior cântând cu Alla Breve (cu Daniel Caran – bas, Ștefan Inczedi – clape, Daniel Fischer – percuție), iar apoi cu Pro Musica și Cargo. În aceeași perioadă cu plecarea lui Tarnoczi din trupă, ceilalți membri se separă în bloc de liderul Herdina, formând aripa Progresiv '83.
În toamna anului 1984 Progresiv TM fuzionează cu grupul Metrock din Oradea, condus de Cristian Ioniță „Zăpadă” (chitară și voce, născut la 9 iunie 1953, la București, ex-Marfar, ex-Pro Rock, ulterior la Voltaj și din nou Metrock), acesta înlocuidu-l în Metrock pe Marius „Bubu” Luca (plecat în Canada). În primăvara lui 1985, Progresiv TM susține o serie de concerte (inclusiv în București, la Sala Polivalentă și Arenele Romane) într-o formulă cu trei chitariști (Ghighi N. Iovin, Nick Krakovszki, Cristian Ioniță „Zăpadă”), completată de Relu Ștefănescu (ex-Pro Rock) la bas și de Mircea Jebelean (ex-Autostop) la baterie. Înainte de desființarea trupei din anul 1987, în Progresiv TM a mai cântat și Vlady Cnejevici (claviaturi, născut la 13 decembrie 1962, la Timișoara, ulterior la Compact, Pasărea Colibri, Laura Stoica Band, Blue Workers și Pacifica).
În mai 2020, Vlady Cnejevici, împreună cu Ghighi N. Iovin (fostul său coleg din Progresiv TM) și cu Teo Boar, înregistrează „Vorbă dulce din bătrâni”, piesă ce făcea parte din repertoriul de concert Progresiv TM în anii '80, însă care nu a fost niciodată imprimată în studio. Cu această ocazie, compozitorul Ladislau Herdina declara: „Piesa am scris-o în 1976. Textul îi aparține lui Ștefan Kovács (James), textierul principal al trupei, din acea vreme. S-a cântat de foarte multe ori live, cu priză bună la public. «Tovarășii» de la partid n-au prea fost încântați de text, fiind prea înțepător pentru gustul lor. Felicitări celor trei – Teo, Vlady și Ghighi – pentru realizarea acestui «oldie» de o vechime de aproximativ 45 de ani.” „Vorbă dulce din bătrâni” reprezintă ultima înregistrare a lui Ghighi Iovin, muzicianul încetând din viață în aprilie 2021. În iunie 2021, apare o filmare cu piesa „Gând curat” dintr-un concert optzecist cu Progresiv TM. Aceasta este singura filmare cu Iovin găsită în arhiva Televiziunii Române.

## Discografie
- Amintiri/Anotimpuri (1974, single, Electrecord, 45-EDC 10389)
- Formații de muzică pop 1 (1975, LP, album colectiv, Electrecord, EDE 01071) — piesele „Crede-mă” și „Acest pămînt”
- Dreptul de a visa (1976, LP/MC, album de studio, Electrecord, STM-EDE 01183 / STC 0023) (reeditat pe CD în 2002, 2007 și 2014)
- Puterea muzicii (1979, LP, album de studio, Electrecord, STM-EDE 01538) — supergrupul Unit Progresiv TM–Roșu și Negru
- Cântece interzise/Cenzurat (2007, CD, compilație distribuită împreună cu Jurnalul Național, 5 noiembrie 2007) — piesa „Puterea muzicii”
- Timpul chitarelor (2009, DVD, album video, TVR Media) — filmarea piesei „Crede-mă” (1972)